# Lady Dynamite
Lady Dynamite – amerykański serial telewizyjny (komedia), którego twórcami są  Pam Brady oraz Mitch Hurwitz.
Wszystkie odcinki pierwszego sezonu zostały udostępnione 20 maja 2016 roku na stronie internetowej platformy Netflix
. 28 lipca 2016 roku, platforma Netflix ogłosiła przedłużenie serialu o drugi sezon.
13 stycznia 2018 roku, platforma Netflix ogłosiła zakończenie produkcji serialu po dwóch sezonach.

## Fabuła
Serial opowiada o życiu Marii Bamford, która próbuje odbudować swoje życie po załamaniu psychicznym.

## Obsada

### Główna
- Maria Bamford jako Maria Bamford[4]
- Fred Melamed jako Bruce Ben-Bacharach,
- Mary Kay Place jako Marilyn Bamford,

### Drugoplanowe
- Ana Gasteyer jako Karen Grisham[5]
- Ed Begley Jr. jako Joel Bamford
- Lennon Parham jako Larissa
- Bridget Everett jako Dagmar
- Mo Collins jako Susan Beeber
- Dean Cain jako Graham[6]
- June Diane Raphael jako Karen Grisham[7]
- Jenny Slate jako Karen Grisham[7]
- Ólafur Darri Ólafsson jako Scott,
- Yimmy Yim jako Chantrelle
- Kyle McCulloch jako głos Berta, psa Marie

## Odcinki
| Seria | Odcinki | Oryginalna i polska emisja w Netflix | Oryginalna i polska emisja w Netflix |
| Seria | Odcinki | Premiera serii                       | Koniec serii                         |
| ----- | ------- | ------------------------------------ | ------------------------------------ |
| 1     | 12      | 20 maja 2016                         | 20 maja 2016                         |
| 2     | 8       | 10 listopada 2017                    | 10 listopada 2017                    |

### Sezon 1 (2016)
| Nr | #  | Tytuł                    | Reżyseria           | Scenariusz                 | Premiera Netflix | Premiera Netflix Polska |
| -- | -- | ------------------------ | ------------------- | -------------------------- | ---------------- | ----------------------- |
| 1  | 1  | Pilot                    | Mitch Hurwitz       | Pam Brady, Mitch Hurwitz   | 20 maja 2016     | 20 maja 2016            |
| 2  | 2  | Bisexual Because of Meth | Andrew Fleming      | Theresa Mulligan Rosenthal | 20 maja 2016     | 20 maja 2016            |
| 3  | 3  | White Trash              | Daniel Gray Longino | Kyle McCulloch             | 20 maja 2016     | 20 maja 2016            |
| 4  | 4  | Jack and Diane           | Bill Benz           | Matt Ross, Max Searle      | 20 maja 2016     | 20 maja 2016            |
| 5  | 5  | I Love You               | Robert Cohen        | Jen Statsky                | 20 maja 2016     | 20 maja 2016            |
| 6  | 6  | Loaf Coach               | Andrew Fleming      | Theresa Mulligan Rosenthal | 20 maja 2016     | 20 maja 2016            |
| 7  | 7  | Josue                    | Max Winkler         | Kyle McCulloch             | 20 maja 2016     | 20 maja 2016            |
| 8  | 8  | A Vaginismus Miracle     | Robert Cohen        | Jen Statsky                | 20 maja 2016     | 20 maja 2016            |
| 9  | 9  | No Friend Left Behind    | Ben Berman          | Theresa Mulligan Rosenthal | 20 maja 2016     | 20 maja 2016            |
| 10 | 10 | Knife Feelings           | Ryan McFaul         | Matt Ross, Max Searle      | 20 maja 2016     | 20 maja 2016            |
| 11 | 11 | Mein Ramp                | Jessica Yu          | Pam Brady                  | 20 maja 2016     | 20 maja 2016            |
| 12 | 12 | Enter the Super Grisham  | Max Winkler         | Pam Brady                  | 20 maja 2016     | 20 maja 2016            |

### Sezon 2 (2017)
| Nr | # | Tytuł                         | Reżyseria    | Scenariusz                            | Premiera Netflix  | Premiera Netflix Polska |
| -- | - | ----------------------------- | ------------ | ------------------------------------- | ----------------- | ----------------------- |
| 13 | 1 | Wet Raccoon                   | Ryan McFaul  | Pam Brady                             | 10 listopada 2017 | 10 listopada 2017       |
| 14 | 2 | Hypnopup                      | Ryan McFaul  | Theresa Mulligan Rosenthal            | 10 listopada 2017 | 10 listopada 2017       |
| 15 | 3 | Goof Around Gang              | Anna Dokoza  | Kyle McCulloch                        | 10 listopada 2017 | 10 listopada 2017       |
| 16 | 4 | Fridge Over Troubled Daughter | Robert Cohen | Robert Cohen                          | 10 listopada 2017 | 10 listopada 2017       |
| 17 | 5 | Souplutions                   | Ryan McFaul  | Hallie Cantor                         | 10 listopada 2017 | 10 listopada 2017       |
| 18 | 6 | Apache Justice                | Ryan McFaul  | Matteo Borghese, Rob Turbovksy        | 10 listopada 2017 | 10 listopada 2017       |
| 19 | 7 | Kids Have to Dance            | Ben Berman   | Kyle McCulloch, Robert Cohen          | 10 listopada 2017 | 10 listopada 2017       |
| 20 | 8 | Little Manila                 | Pam Brady    | Theresa Mulligan Rosenthal, Pam Brady | 10 listopada 2017 | 10 listopada 2017       |

## Produkcja
19 czerwca 2015 roku, platforma Netflix zamówiła pierwszy sezon serialu.
W czerwcu 2015 roku ogłoszono, że główną rolę w serialu zagra Maria Bamford. W sierpniu 2015 roku Ana Gasteyer dołączyła do serialu w roli powracającej. We wrześniu 2015 roku, aktor znany z Nowe przygody Supermana, Dean Cain dołączył do projektu. W tym samym miesiącu do serialu dołączyli: June Diane Raphael i Jenny Slate. 